# Кевин-Принс Боатенг
Кевин-Принс Боатенг (на английски: Kevin-Prince Boateng) е бивш германско-ганайски футболист, който играеше като централен полузащитник.

## Клубна кариера
Състезател с двойно гражданство (Германия и Гана). Започва кариерата си в младежкия тим на Херта Берлин.

### Херта Берлин
Боатенг играе в Херта от 1 юли 1994, когато е само на 7 години, до 31 юли 2007. След като излиза от младежкия отбор, започва да играе за резервите. Той бива изгонен два пъти от отбора, но получава повиквателна за първия отбор през сезон 2005/06. Прави дебюта си срещу Айнтрахт Франкфурт, във втори кръг от сезон 2005/06 в германската Бундеслига, като влиза като резерва в началото на второто полувреме. Той прави впечатление по време на игра и оттогава нататък e част от първия отбор, въпреки че е само на 18 години. Боатенг продължава своето изкачване и започва първия си мач като титуляр срещу Борусия Мьонхенгладбах (завършил 2:2) в 14-ия кръг от Бундеслигата.
На 27 юли 2006 г. Боатенг е награден със златен медал „Фриц Валтер“ в категория до 19 години. Медалът се присъжда въз основа на постижения в младежкия национален отбор до 17, до 18 и до 19 години. Жури, съставено от членове на Германската футболна асоциация (DFB), младежки треньори и членове на ГФС, поставя Боатенг на първо място в анкетата. През 2003 г. Боатенг печели бронзов медал в категория до 18 години. Спортният директор Матиас Замер и треньорът Хорст Хрубеш плащат на таланта 20 хил. евро.

### Тотнъм Хотспър
Боатенг подписва с Тотнъм през юли 2007 г. за £ 5,4 милиона. Първия си мач във Висшата лига записва на 3 ноември срещу ФК Мидълзбро. След напускането на треньора Мартин Йол, както и пристигането на Хуанде Рамос и няколко нови футболиста, Боатенг е пратен в резервния отбор. По-късно, когато на мениджърския пост застава Хари Реднап, Боатенг отново е в първия отбор и влиза при домакинска победа срещу ФК Ливърпул с 4:2 в четвъртия кръг на Купата на Лигата. Първата му поява през сезон 2008/09 е през ноември при загубата у дома с 0:1 от ФК Евертън.
Боатенг е даден под наем по време на януарския трансферен прозорец за 2009 г. на Борусия Дортмунд за остатъка от сезона. Той се връща в Тотнъм в края на сезон 2008/09. Последният му мач за „шпорите“ е като резерва в мача за Карлинг Къп срещу Донкастър Роувърс през август 2009 г. завършил 5:1 в полза на лондонския тим.

### Портсмут
Боатенг се присъединява към Портсмут през сезон 2009/10 за £ 4 милиона и подписва тригодишен договор. Той вкарва първия си гол за Портсмут при загубата с 3:2 срещу Болтън Уондърърс. Кевин-Принс запазва своята добра форма и през следващите мачове. Играе на върха на схемата „диамант“ при мениджъра Пол Харт и става играч на месец септември за Портсмут.
На 15 май 2010 г. във финала на ФА къп срещу Челси (загубен с 1:0) Боатенг е предмет на много спорове. През първата половина той извършва фаул срещу Михаел Балак, който причинява частично разкъсване на сухожилие на глезена и така капитанът на Германия отпада от Световното първенство в ЮАР. В 54-тата минута на мача Боатенг изпълнява дузпа, но вратарят на „сините“ Петър Чех спасява удара му. След мача Боатенг се извинява за това, което стори на Балак: „Съжалявам, не бе умишлено, просто закъснях с шпагата си.“

## Национален отбор

### Германия
Халфът играе 41 пъти за германския национален отбор до 15, до 16, до 19 и до 21 години и отбелязва 9 гола.

### Гана
На 24 юни 2009 г. той обявява, че поради липса на бъдещите шансове за германския национален отбор иска да играе за Гана. На 7 май 2010 г. старши треньорът на Гана Милован Райевац включва Боатенг в своята група от 30 души за подготовката за Световното първенство в ЮАР. На 12 май 2010 г. ФИФА дава разрешение на Боатенг да играе за Гана на Световното първенство. Там той прави дебюта си за Гана при победата с 1:0 над Латвия на 5 юни 2010 година. Той вкарва първия си гол за Гана по време на осминафинала на 26 юни 2010 г. срещу САЩ, завършил 2:1 в полза на „черните звезди“, които се класират за четвъртфинала, където срещат отбора на Уругвай. При резултат 1:1 удар на играч на Гана е спрян от ръката на Луис Суарес, който е изгонен. Мачът се решава с дузпи, които отборът на Гана губи.